# کابلافوئنته
کابلافوئنته (به اسپانیایی: Cabolafuente) یک دهستان در اسپانیا است که در استان ساراگوسا واقع شده‌است. کابلافوئنته ۳۹٫۰۰ کیلومتر مربع مساحت و ۶۷ نفر جمعیت دارد و ۹۷۷ متر بالاتر از سطح دریا واقع شده‌است.